# Hümeyra Hanımsultan
Hümeyra Hanımsultan (4. června 1917 – 17. května 2000), občanským jménem Hümeyra Özbaş, byla osmanská princezna. Byla dcerou Ismaila Hakki Beye a princezny Fatmy Uliye Sultan, dcery sultána Mehmeda VI.

## Životopis
Hümeyra se narodila 4. června 1917. Byla jediným dítětem Fatmy Uliye Sultan, dcery sultána Mehmeda VI. Jejím otcem byl Ismail Hakki Bey, syn velkovezíra Ahmeda Tevfika Paši. Po vyhnání rodiny do exilu v roce 1924 se Hümeyra usadila v San Remu v Itálii, spolu s jejím dědečkem. Po jeho smrti v roce 1926 se přestěhovala na Monte Carla a později v roce 1929 do Alexandrie v Egyptě.
V roce 1936 jí turecký prezident Mustafa Kemal Atatürk povolil návrat do Turecka. Spolu s ní se mohly vrátit 3 děti Envera Paši a dcera z druhého manželství Naciye Sultan. Po návratu do Turecka se provdala za Fahira Beye a odstěhovali se do Ameriky. Rozvedli se v roce 1942.
Později vyučovala turečtinu na Princetonské univerzitě, kde se seznámila se svým budoucím manželem, Halilem Özbaşem. Vzali se v roce 1944 a společně měli dvě děti, Ismaila Halila a Hanzade. V roce 1963 ovdověla. Zemřela ve věku 82 let dne 17. května 2000.